# هيث بيرس
هيث بيرس (بالإنجليزية: Heath Pearce)‏، من مواليد 13 أغسطس 1984، لاعب كرة قدم أمريكي.
يلعب مع نادي هانزا روستوك الألماني.
بدأ باللعب مع منتخب الولايات المتحدة لكرة القدم في عام 2005.

## روابط خارجية
- هيث بيرس على موقع الاتحاد الدولي (مؤرشف)  (الإنجليزية)
- هيث بيرس على موقع الدوري الأمريكي (الإنجليزية)
- هيث بيرس على موقع قاعدة بيانات كرة القدم.إي يو (الإنجليزية)
- هيث بيرس على موقع بيانات كرة القدم. دي إي (الألمانية)
- هيث بيرس على موقع ناشيونال فوتبول تيمز (الإنجليزية)
- هيث بيرس على موقع Soccerway.com (الإنجليزية)
- هيث بيرس على موقع عالم كرة القدم.نت (الإنجليزية)
- هيث بيرس على موقع كووورة